# Roger Rio
Roger Rio (13 de fevereiro de 1913 - 23 de abril de 1999) foi um futebolista francês. Ele competiu na Copa do Mundo FIFA de 1934, sediada na Itália.